# Edward Charles Howard
Edward Charles Howard (* 28. Mai 1774; † 27. September 1816) war ein britischer Chemiker.

## Leben
Er entstammte der Adelsfamilie Howard und war der dritte Sohn des Henry Howard (1713–1787) aus dessen Ehe mit Juliana Molyneux. Sein ältester Bruder Bernard Edward Howard erbte 1815 von einem Cousin dritten Grades den Titel 12. Duke of Norfolk. Sein zweitältester Bruder Henry Thomas Howard-Molyneux erbte 1816 die Ländereien seines Onkels mütterlicherseits, Sir Darcy Molyneux, 8. Baronet.
Er selbst hatte keine Aussicht auf eine nennenswerte Erbschaft und wandte sich der Chemie zu. Dort erbrachte er Beiträge in drei sehr unterschiedlichen Gebieten:
- Er entdeckte 1799 das Knallquecksilber, das danach vielfach als Initialzünder für Explosivladungen verwendet wurde.
- Howard wies 1802 einen hohen Nickelanteil in Eisen-Meteoriten nach, der bei irdischen Eisenvorkommen fehlte und was Chladnis damals sehr junge und umstrittene Theorie von 1794 einer außerirdischen Herkunft von Meteoriten stützte.
- Außerdem verbesserte er die Zuckerherstellung durch Vakuumverdampfung (1813) und andere Maßnahmen. Statt in offenen Kesseln wurde der Sirup in geschlossenen, mit Dampf beheizten Kesseln gekocht, in denen Unterdruck herrschte, so dass der Siedepunkt herabgesetzt und so Brennstoffbedarf und Zuckerverluste durch Karamelisierung vermindert wurden ("Howards Vacuum Pan").

Für die Entdeckung des Knallquecksilbers wurde ihm 1800 von der Royal Society die Copleymedaille verliehen. 1799 wurde er Fellow der Royal Society.
Aus seiner Ehe mit Elizabeth Maycock († 1811) hatte er zwei Töchter und einen Sohn:
- Elizabeth Howard († 1835) ⚭ 1822 Hon. Charles Berney Petre, Sohn des Robert Petre, 10. Baron Petre;
- Julia Barbara Howard († 1856) ⚭ 1829 Henry Stafford-Jerningham, 9. Baron Stafford;
- Edward Gyles Howard (1805–1840) ⚭ 1826 Frances Anne Heneage, Eltern des Kardinals Edward Henry Howard.